# Евдокимов, Дмитрий Сергеевич
Дмитрий Сергеевич Евдокимов (род. 9 августа 1977, Калинин) — российский хоккеист, защитник.

## Биография
Воспитанник калининского хоккея. В сезоне 1992/93 в возрасте 15 лет дебютировал за команду открытого чемпионата России «Марс» Тверь. В дальнейшем выступал за тверские команды ТТХ / «Звезда» (1993/94 — 1994/95, 1998/99, 2002/03, 2010/11 — 2012/13) и «Вятич» (1995/96). Играл также за клубы «Торпедо-2» Ярославль (1994/95), ХК ЦСКА (1996/97 — 1997/98) и ЦСКА (2001/02), «Нефтяник» Альметьевск (1998/99), «Воронеж» (1999/2000), «Химик» Воскресенск (2000/01), «Титан» Клин (2003/04, 2004/05, 2005/06 — 2009/10), «Зауралье» Курган (2004/05), «Неман» Гродно (Белоруссия, 2005/06), «Капитан» Ступино (2008/09). По окончании сезона 2012/13 объявил о завершении карьеры, но сезон 2014/15 отыграл в клубе АХЛ «Сахалин» Южно-Сахалинск.
Участник юниорского чемпионата Европы 1995 года, сыграл 18 матчей за юниорскую сборную. Победитель хоккейного турнира Зимней Универсиады 2003 года.
Тренер в школах «Кристалл» (Южно-Сахалинск, 2016—2018), «Капитан» (2018—2019), «Снежные барсы» (Москва).